# بر بوم زمان (اپیزود سوم)
بر بوم زمان (اپیزود سوم) فیلمی به کارگردانی  و نویسندگی محمدتقی راوندی ساختهٔ سال ۱۳۸۲ است.

## بازیگران
- نادر احمدی